# 진비빔면
진비빔면은 오뚜기에서 2020년 3월 23일에 출시한 비빔 라면이다. 태양초의 매운맛에 사과와 타마린드 양념소스를 더해 시원하면서 새콤한 맛을 냈으며, 비빔면 한 개로는 부족하다는 소비자 목소리를 반영해 중량을 20% 늘리는 등 차별점을 둔게 특징이다. 2022년 3월 11일에는 배사매무초'라는 문구를 적용해 소스의 재료인 배, 사과, 매실, 무, 태양초 등의 조화를 강조한 새로운 콘셉트로 리뉴얼했다.

## 사진

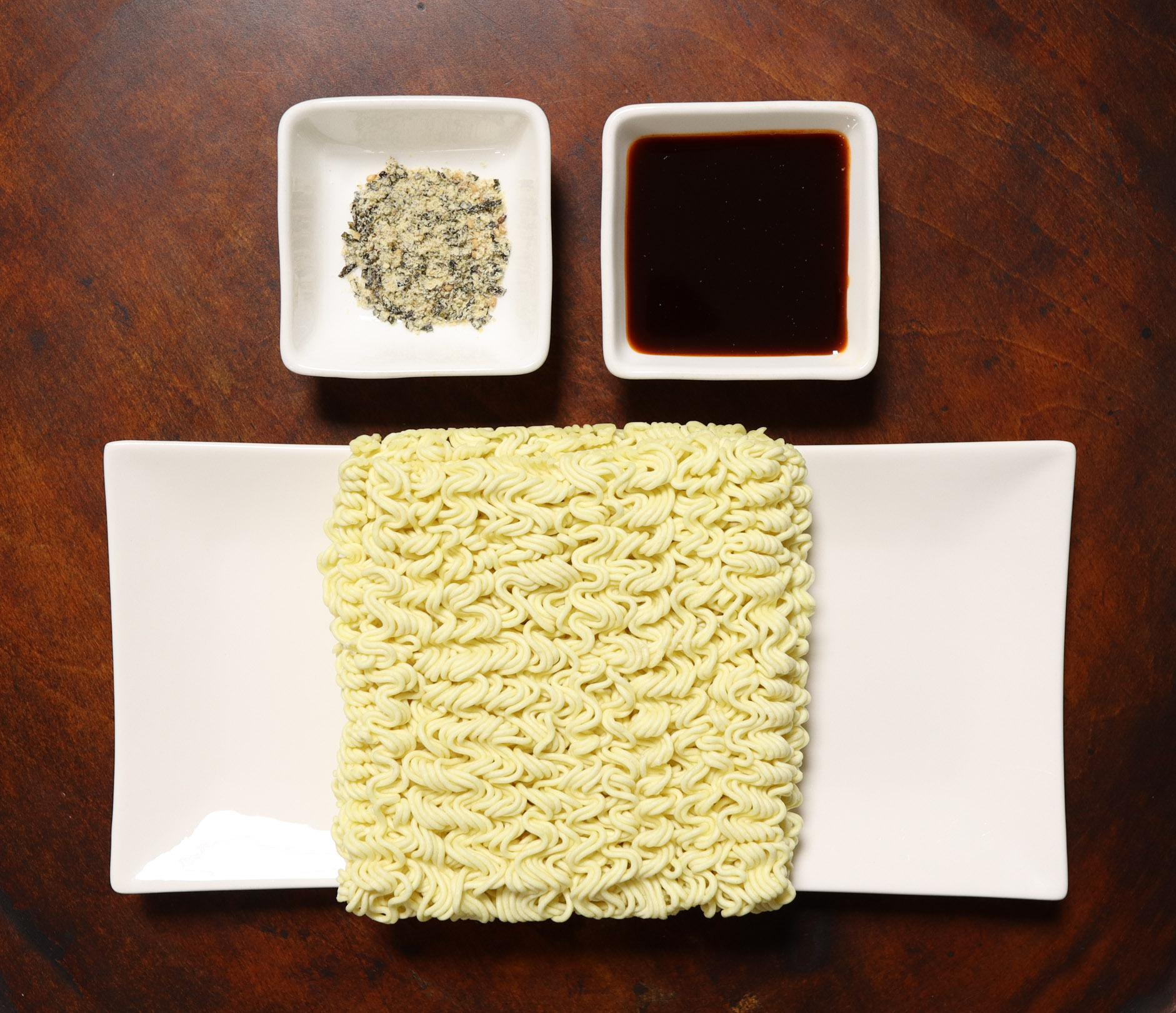
진비빔면 재료
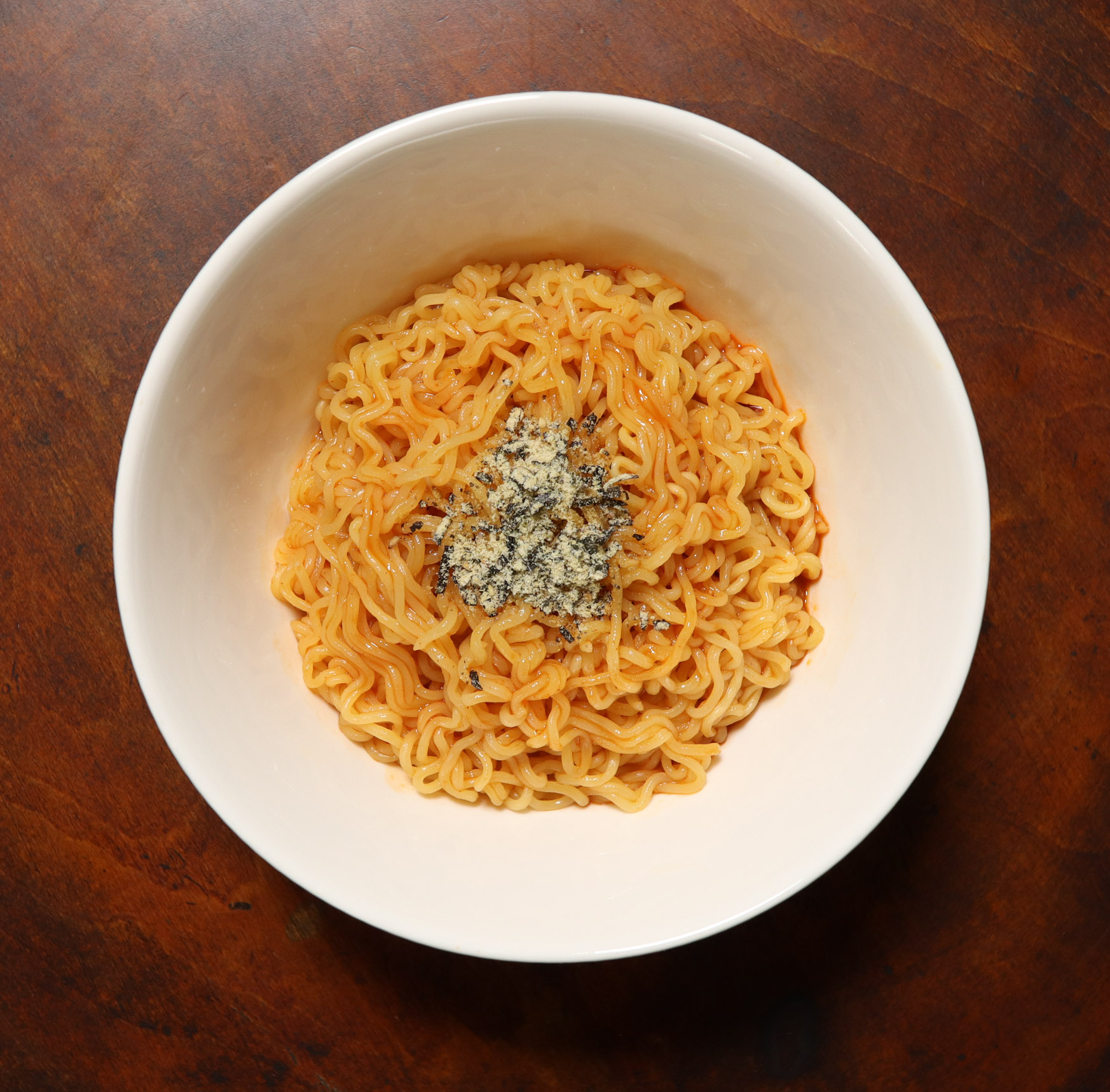
진비빔면
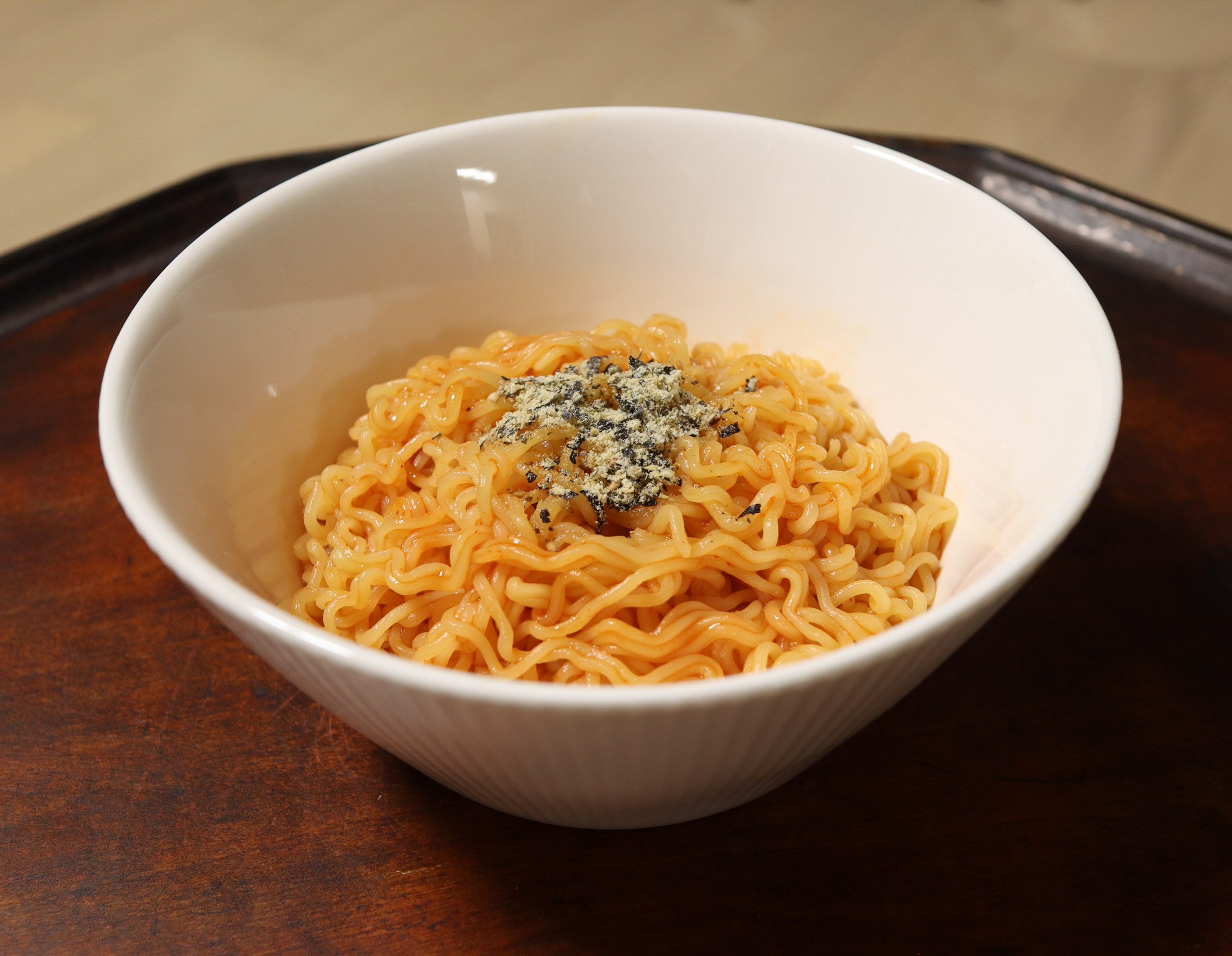
진비빔면